# Priemsnavelmuisspecht
De priemsnavelmuisspecht (Dendroplex picus; synoniem: Xiphorhynchus picus) is een zangvogel uit de familie Furnariidae (ovenvogels).

## Verspreiding en leefgebied
Deze soort komt voor van Panama tot oostelijk Brazilië en telt 13 ondersoorten:
- D. p. extimus: C- en O-Panama en NW-Colombia.
- D. p. dugandi: N-Colombia.
- D. p. picirostris: N-Colombia en extreem NW-Venezuela.
- D. p. saturatior: O-Colombia en W-Venezuela.
- D. p. choicus: N-Venezuela.
- D. p. paraguanae: NW-Venezuela.
- D. p. longirostris: Isla Margarita (nabij Venezuela).
- D. p. altirostris: Trinidad.
- D. p. phalarus: C- en N-Venezuela.
- D. p. deltanus: NO-Venezuela.
- D. p. picus: O-Venezuela, de Guyana's en N-, C- en O-Brazilië.
- D. p. duidae: O-Colombia, Z-Venezuela en NW-Brazilië.
- D. p. peruvianus: O-Peru, N-Bolivia en W-Brazilië.

## Status
De grootte van de populatie is in 2019 geschat op 5-50 miljoen volwassen vogels. Op de Rode lijst van de IUCN heeft deze soort de status niet bedreigd.